# 太平洋星衫魚
太平洋星衫魚（学名：Astronesthes quasiindicus）为輻鰭魚綱巨口鱼目巨口鱼科的其中一種。分布于太平洋區的巴布亞紐幾內亞及夏威夷群島海域，為深海魚類，棲息深度100-2000公尺，體長可達11.5公分。

## 扩展阅读
維基物種上的相關：太平洋星衫魚